# کاظم فیروزمند
کاظم فیروزمند (زادهٔ دیِ ۱۳۲۵ تبریز – درگذشتهٔ ۲۶ تیر ۱۴۰۲) نویسنده و مترجم ایرانی بود. او مترجم و مؤلف بیش از پنجاه کتاب و مقاله در حوزه‌های ادبیات، فلسفه، تاریخ، علوم سیاسی، جامعه‌شناسی، مردم‌شناسی، تئاتر و سینما بود.

## سرگذشت
ساعدی و بهرام بیضایی و اکبر رادی سه نویسنده مورد علاقه او بودند و با دقت آثار هر سه را خوانده بود. شیفته سینما بود. ناصر تقوایی را دوست داشت و همه فیلم‌های او را دیده بود . . .

مرتضی هاشمی‌پور، ۱۴۰۲
کاظم فیروزمند دانش‌آموخته ادبیات فارسی از دانشگاه فردوسی مشهد است. وی در سال ۱۳۵۶ پس از خودآموزی زبان انگلیسی، اولین ترجمه خود را به نام دوزخ، مجموعه داستان‌هایی از بورخس آغاز کرد. او برای نشریات سینمایی و ادبی، مانند رودکی و فردوسی و… ترجمه کرد. مهم‌ترین ترجمه‌های او عبارتند از شاخهٔ زرین (پژوهشی در جادو و دین) اثر جیمز جورج فریزر، ای‍ران ب‍ی‍ن دو ان‍ق‍لاب از م‍ش‍روطه ت‍ا ان‍ق‍لاب اس‍لام‍ی نوشته یرواند آبراهامیان، بنیادهای اندیشهٔ سیاسی مدرن اثر کوئنتین اسکینر و «بریتانیا و انقلاب مشروطه ایران» اثر منصور بنکداریان.

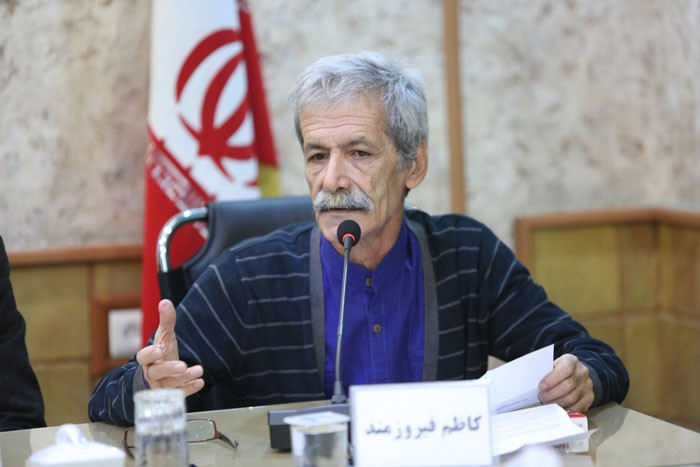
کاظم فیروزمند در خبرگزاری کتاب ایران

## ترجمه‌ها
- روس‍و، ک‍ان‍ت، گ‍وت‍ه، ارنست کاسیرر، ترجمه به همراه حسن شمس آوری، نشر مرکز (۱۳۷۴)
- «ای‍ران ب‍ی‍ن دو ان‍ق‍لاب: از م‍ش‍روطه ت‍ا ان‍ق‍لاب اس‍لام‍ی»، یرواند آبراهمیان، ترجمه به همراه دیگران، نشر مرکز (۱۳۷۸)
- سیر اندیشه در غرب از لئوناردو تا هگل، ژاکوب برونوفسکی و بروس مازلیش، نشر اختر (۱۳۷۸)
- طال‍ب‍ان: ج‍ن‍گ، م‍ذه‍ب و ن‍ظام ج‍دی‍د در اف‍غ‍ان‍س‍ت‍ان، پ‍ی‍ت‍ر م‍ارس‍دن، ن‍ش‍ر م‍رک‍ز (۱۳۷۹)
- ن‍وش‍ت‍ه‌ه‍ای اس‍اس‍ی، ب‍رت‍ران‍د راس‍ل؛ م‍ت‍رج‍م ک‍اظم ف‍ی‍روزم‍ن‍د، نشر و پژوهش دادار (۱۳۸۰)
- نظریه بیگانگی مارکس، ایشتوان مساروش، ترجمه به همراه حسن شمس آوری، نشر مرکز (۱۳۸۰)
- فرهنگ توصیفی ادبیات و نقد، جی.ای. کادن، نشر شادگان (۱۳۸۰)
- ن‍گ‍اه از درون ب‍ه ال‍ق‍اع‍ده ش‍ب‍ک‍ه ج‍ه‍ان‍ی ت‍رور، روه‍ان گ‍ون‍ارات‍ن‍ا، ن‍ش‍ر م‍رک‍ز (۱۳۸۱)
- آذرب‍ای‍ج‍ان روس‍ی‍ه (شکل‌گیری هویت ملی در یک جامعه مسلمان)، ت‍ادئ‍وش س‍وی‍ت‍وخ‍وف‍س‍ک‍ی، نشر شادگان (۱۳۸۱)
- ض‍ی‍اف‍ت: رس‍ال‍ه در ش‍رح ع‍ش‍ق، اف‍لاطون، نشر و پژوهش دادار (۱۳۸۲)
- «شاخهٔ زرین: پژوهشی در جادو و دین (ویرایش و مقدمهٔ رابرت فریزر)»، جیمز جورج فریزر، نشر آگه (۱۳۸۴)
- ج‍ول‍ی‍وس س‍زار، وی‍ل‍ی‍ام ش‍ک‍س‍پ‍ی‍ر، ن‍ش‍ر و پ‍ژوه‍ش دادار (۱۳۸۵)
- جهانی کردن اقتصاد سیاسی بین‌المللی، نیکولا فیلیپس، تلخیص و ترجمه، مرکز ملی مطالعات جهانی شدن (۱۳۸۵)
- خاورمیانه نوین، ایلان پاپه، تلخیص و ترجمه، مرکز ملی مطالعات جهانی شدن (۱۳۸۵)
- «سیاست ایلیاتی در ایران: ستیزه روستایی و دولت جدید ۱۳۲۰–۱۳۰۰»، استفانی کرانین، نشر ماهی (۱۳۸۶)
- «انسان و جامعه: نظریه سیاسی و اجتماعی از ماکیاولی تا مارکس»، جان پلامناتز، نشر روزنه (۱۳۸۷)
- وهم و واقعیت (پژوهش در خاستگاه‌های شعر)، کریستوفر کادول، نشر ثالث، (۱۳۸۸)
- دیوان و قشون در عصر صفوی، ویلم فلور، نشر آگه (۱۳۸۸)
- آشنایی با برکلی، پل استراترن، نشرمرکز (۱۳۸۸)
- آشنایی با جان دیویی، پل استراترن، نشرمرکز (۱۳۸۸)
- آشنایی با کانت، پل استراترن، نشرمرکز (۱۳۸۸)
- فرانکنشتاین یا پرومتهی نوین، مری شلی، نشر مرکز (۱۳۸۹)
- آشنایی با ادگار آلن پو، پل استراترن، نشر مرکز (۱۳۸۹)
- آشنایی با برتراند راسل، پل استراترن، نشر مرکز (۱۳۸۹)
- آشنایی با جان استوارت میل، پل استراترن، نشرمرکز (۱۳۸۹)
- آشنایی با شوپنهاور، پل استراترن، نشر مرکز (۱۳۸۹)
- آشنایی با کنفوسیوس، پل استراترن، نشرمرکز (۱۳۸۹)
- آشنایی با مارکس، پل استراترن، نشرمرکز (۱۳۸۹)
- آشنایی با ژان ژاک روسو، پل استراترن، نشر مرکز (۱۳۸۹)
- «درآمدی بر فهم جامعه مدرن، استوارت هال»، ترجمه به همراه دیگران، نشر آگه (۱۳۹۰)
- «شفای غمگنان: پژوهش در تحفه‌العراقین حکیم خاقانی شاعر ایرانی قرن ششم هجری»، آنالیویا فرمینا آلکساندر ابیلرت، نشر نسل آفتاب (۱۳۹۰)
- «رومئو و ژولیت: متن دو زبانه، براساس نسخهٔ دانشگاه ییل»، با حواشی کامل، ویلیام شکسپیر، نشر اوان (۱۳۹۱)
- «دوش دیدم که ملائک در می خانه زدند: سی غزل از حافظ»، رابرت بلای و لئونارد لویسون، نشر مرکز (۱۳۹۱)
- برگزیدهٔ نوشته‌های اساسی برتراند راسل، رابرت اگنر و لستر دنان، انتشارات مهر ویستا (۱۳۹۱)
- ساسانیان، وستا سرخوش کرتیس و سارا استوارت، نشر مرکز (۱۳۹۲)
- بریتانیا و انقلاب مشروطه ایران (۱۹۱۱–۱۹۰۶) سیاست خارجی، امپریالیسم، و اپوزیسیون، منصور بنکداریان، نشر مرکز (۱۳۹۲)
- برآمدن اسلام، وستا سرخوش کرتیس و سارا استوارت، نشر مرکز (۱۳۹۳)
- بنیادهای اندیشهٔ سیاسی مدرن، کوئنتین اسکینر، نشر آگاه (۱۳۹۳)
- پیدایش امپراتوری ایران، وستا سرخوش‌کرتیس و سارا استوارت، نشر مرکز (۱۳۹۳)
- پارتیان، وستا سرخوش کرتیس و سارا استوارت، نشر مرکز (۱۳۹۳)
- «ناسیونالیسم و مدرنیسم: بررسی انتقادی نظریه‌های متاخر ملت و ملی‌گرایی»، آنتونی اسمیت، نشر ثالث (۱۳۹۴)
- ایران در نخستین سده‌های اسلامی، گروه مؤلفان و ویراستاران ادموند هرتسیگ و سارا استوارت، نشر مرکز (۱۳۹۴)
- کریم خان زند، جان پری، نشر نامک (۱۳۹۴)
- «کایه دو سینما دهه ۱۹۵۰: نئورئالیسم، هالیوود»، موج نو، نشر آگه (۱۳۹۵)
- «کایه دو سینما دهه ۱۹۶۰ موج نو، سینمای نو، و ارزیابی دوباره هالیوود»، نشر آگه (۱۳۹۵)
- چهره‌های تمدن، فرنان برودل، نسل آفتاب (۱۳۹۵)
- سلجوقیان، ادموند هرتسیک و سارا استورات، نشر مرکز (۱۳۹۵)
- پیامبران بومی ایران در سده‌های آغازین اسلام: شورش‌های دهقانی و دین زرتشتی محلی، پاتریشیا کرون، نشر نامک (۱۳۹۶)
- سعدی شاعر زندگی، عشق و شفقت، محمدعلی همایون‌کاتوزیان، نشر نامک (۱۳۹۶)
- زندگانی حضرت محمد، ماکسیم ژونسن (چاپ نشده)

## مقالات ترجمه شده
- درب‍اره خ‍رد و ج‍ام‍ع‍ه ب‍از، ف‍ران‍ت‍س اش‍ت‍ارک، ن‍گ‍اه ن‍و، شماره ۲۷ (۱۳۷۴)
- مطالعات ایرانی در بریتانیا در قرن بیستم، منصور بنکداریان، فصلنامه نقد کتاب ایران و اسلام (بهار و تابستان ۱۳۹۳)
- مطالعات ایرانی در دانشگاه تورنتو، ریوان سندلر، فصلنامه نقد کتاب (۱۳۹۳)
- سرآغاز زندگی بابک خرمدین، پاتریشیا کرون، مجله مهرنامه (مهر و آبان ۱۳۹۴)
- مروری بر کتاب پیامبران ایرانی، پیتر براون، دوماهنامه بخارا (مهر و آبان ۱۳۹۴)

## مقالات تألیفی
- «روس‍و، ک‍ان‍ت، گ‍وت‍ه»، تألیف به همراه حسن شمس آوری، مجله ج‍ه‍ان ک‍ت‍اب (ت‍ی‍ر ۱۳۷۵)
- س‍ی‍م‍ای راس‍ت‍ی‍ن ب‍رت‍ران‍د راس‍ل، م‍وری‍س ک‍رن‍س‍ت‍ن، مجله ن‍گ‍اه ن‍و (آب‍ان ۱۳۷۵)
- نوع تازه ای از جنگ، تألیف، فصلنامه نگاه نو (آبان ۱۳۹۰)
- «تجربه ترجمه تاریخ؛ کتاب ثقیل نیست دقیق است»، مجله مهرنامه (مهر ۱۳۹۲)
- «مردی از لامکان: نگاهی اسطوره شکنانه به آندره مالرو»، ماهنامه تجربه (اسفند ۹۶)

## تالیفات
- زمین می‌لرزد (مجموعه داستان)، انتشارات تلاش (۱۳۵۶)

## ویراسته‌ها
- سفری دور و دراز در ایران بزرگ، ریچاردنلسون فرای، ترجمهٔ شاهرخ باور، نشر نامک (۱۳۹۶)
- مامون خلیفه عباسی، مایکل کوپرسون، ترجمه مریم طرزی، نشر نامک (۱۳۹۶)

## جوایز
- کتاب «بریتانیا و انقلاب مشروطه ایران: سیاست خارجی، امپریالیسم و اپوزیسیون»، تألیف منصور بنکداریان، ترجمه کاظم فیروزمند اثر شایسته تقدیر سی و دومین دوره جایزه کتاب سال شناخته شد.
- کتاب «گزیده مقالات اساسی کایه دو سینما» نوشته جیم هیلی یر و ترجمه کاظم فیروزمند در چهارمین جشنواره کتاب سال تبریز، به عنوان کتاب سال بخش ترجمه شناخته شد.

## پیوندها
- ایران در نخستین سده‌های اسلامی
- کانون پژوهشگران ایرانی فلسفه و حکمت
- معرفی و بررسی کتاب ایران در نخستین سده‌های اسلامی
- شاخه زرین
- نشر آگه
- مصاحبه با کاظم فیروزمند درباره کتاب «ناسیونالیسم و مدرنیسم»
- فریبا وفی
- گزارش نقد و بررسی کتاب «برآمدن اسلام»
- صحنه‌ای از نمایش‌های بی‌پایان بشریت به قلم فرناندو برودل[پیوند مرده]
- «شفای غمگنان» به روش یک شاعر ایرانی